# Wspólnota administracyjna Reichling
Wspólnota administracyjna Reichling – wspólnota administracyjna (niem. Verwaltungsgemeinschaft) w Niemczech, w kraju związkowym Bawaria, w rejencji Górna Bawaria, w regionie Monachium, w powiecie Landsberg am Lech. Siedziba wspólnoty znajduje się w miejscowości Reichling. Powstała 1 maja 1978 w wyniku reformy administracyjnej.
Wspólnota administracyjna zrzesza sześć gmin wiejskich (Gemeinde): 
- Apfeldorf,  1 088  mieszkańców, 12,31 km²
- Kinsau, 1 034 mieszkańców, 11,44 km²
- Reichling, 1 569 mieszkańców, 23,30 km²
- Rott, 1 499 mieszkańców, 19,73 km²
- Thaining, 919 mieszkańców, 8,71 km²
- Vilgertshofen, 2 531 mieszkańców, 27,14 km²